# Stanisław Zięba (1933–2020)
Stanisław Antoni Zięba (ur. 5 lipca 1933 w Szadku, zm. 23 marca 2020) – polski rolnik, zootechnik i polityk, poseł na Sejm PRL IX kadencji.

## Życiorys
Syn Franciszka i Marianny z Chudziaszków. Od 1940 do 1941 przebywał w niemieckim obozie przesiedleńczym w Łodzi oraz Konstantynowie Łódzkim. Szkołę powszechną ukończył w Szadku, po czym kształcił się w gimnazjum w Zduńskiej Woli. W 1953 ukończył Liceum Rolnicze w Szamotułach, zostając technikiem zootechniki i podjął pracę w Zespole Państwowych Gospodarstw Rolnych. W latach 1953–1956 odbywał służbę wojskową. W 1954 ukończył, w stopniu plutonowego, Szkołę Podoficerską Korpusu Bezpieczeństwa Wewnętrznego w Warszawie. Prowadził własne gospodarstwo rolne w Szadku. W 1958 wstąpił do Zjednoczonego Stronnictwa Ludowego i został prezesem Gminnej Spółdzielni „Samopomoc Chłopska” w Szadku (którym był do 1961). Był radnym Wojewódzkiej Rady Narodowej w Łodzi i następnie w Sieradzu, a także radnym Miejskiej RN w Szadku. W 1974 się ożenił. Działał w m.in. we Froncie Jedności Narodu, Ochotniczej Rezerwie Milicji Obywatelskiej, Związku Młodzieży Polskiej i w kółkach rolniczych. Zasiadał we władzach ZSL na wszystkich szczeblach. W 1981 zasiadł w Radzie Centralnego Związku Spółdzielni Rolniczych „Samopomoc Chłopska”, a w 1984 w Prezydium Wojewódzkiego Komitetu Patriotycznego Ruchu Odrodzenia Narodowego w Sieradzu. W latach 1985–1989 pełnił mandat posła na Sejm PRL IX kadencji w okręgu Sieradz z ramienia ZSL, zasiadając w Komisji Przemysłu oraz w Komisji Rynku Wewnętrznego i Usług. W czasie III RP działacz Polskiego Stronnictwa Ludowego. W 1994 wstąpił do Związku Wysiedlonych Ziemi Łódzkiej w Łodzi, a w 1995 do Stowarzyszenia Polaków Poszkodowanych przez III Rzeszę w Warszawie. W 1998 jako rolnik przeszedł na emeryturę.
Odznaczony Medalem 30-lecia Polski Ludowej, Medalem 40-lecia Polski Ludowej, Złotym i Srebrnym Krzyżem Zasługi, Krzyżem Kawalerskim Orderu Odrodzenia Polski oraz odznakami „Za zasługi dla województwa sieradzkiego” i Zasłużony Pracownik Rolnictwa.
Pochowany 25 marca 2020 na cmentarzu pw. św. Wawrzyńca w Szadku. Jego córką jest Jolanta Zięba-Gzik, od 2023 posłanka PSL (w latach 2015–2018 członkini zarządu województwa łódzkiego).